# Uroctonus grahami
Espèce
Uroctonus grahami est une espèce de scorpions de la famille des Chactidae.

## Distribution
Cette espèce est endémique de Californie aux États-Unis. Elle se rencontre dans le comté de Shasta dans la grotte Samwell Cave.

## Description
Les femelles mesurent de 26,5 à 33,9 mm.

## Étymologie
Cette espèce est nommée en l'honneur de Richard E. Graham du Upsala College au New Jersey.

## Publication originale
- Gertsch & Soleglad, 1972 : Studies of North American scorpions of the genera Uroctonus and Vejovis. Bulletin of the American Museum of Natural History, no 148, p. 549–608 (texte intégral).